# Az ügyfél (film, 1994)
Az ügyfél (eredeti cím: The Client) 1994-ben bemutatott amerikai tárgyalótermi filmthriller, melyet Joel Schumacher rendezett. A forgatókönyvet Akiva Goldsman és
Robert Getchell írta, John Grisham 1993-ban megjelent azonos című regénye alapján. A főbb szerepekben Susan Sarandon, Tommy Lee Jones, Brad Renfro, Mary-Louise Parker, Anthony LaPaglia, Anthony Edwards és Ossie Davis látható.
Az Amerikai Egyesült Államokban 1994. július 20-án mutatták be a Warner Bros. forgalmazásában. Jegyeladási és kritikai szempontból is sikert aratott: 117 millió dolláros bevételt ért el, a kritikusok pedig méltatták a színészi alakításokat, főként Sarandon, Jones és Renfro játékát.

## Cselekmény
Egy ügyvéd öngyilkosságot követ el, mert retteg a maffia megtorlásától. A férfi ugyanis tudta, hogy egy Muldano nevű gengszter hová rejtette el egy meggyilkolt szenátor holttestét. Egy Mark nevű kisfiú fültanúja lesz az ügyvéd halála előtti vallomásának. Roy Foltrigg ügyész szóra akarja bírni a fiút, ám őt halálosan megfenyegették. Reggie ügyvédnő az egyetlen, aki segíthet neki.

## Szereplők
| Színész            | Szerep                     | Magyar hang            |
| ------------------ | -------------------------- | ---------------------- |
| Susan Sarandon     | Regina "Reggie" Love       | Menszátor Magdolna     |
| Tommy Lee Jones    | Roy Foltrigg főállamügyész | Melis Gábor            |
| Brad Renfro        | Mark Sway                  | Hamvas Dániel          |
| Mary-Louise Parker | Dianne Sway                | Györgyi Anna           |
| David Speck        | Ricky Sway                 | Molnár Levente         |
| Anthony LaPaglia   | Barry "Penge" Muldano      | Selmeczi Roland        |
| J. T. Walsh        | Jason McThune FBI-ügynök   | Konrád Antal           |
| Anthony Heald      | Larry Trumann FBI-ügynök   | Cs. Németh Lajos       |
| Bradley Whitford   | Thomas Fink ügyész         | Imre István            |
| John Diehl         | Jack Nance                 | Garai Róbert           |
| Kim Coates         | Paul Gronke                | Orosz István           |
| William Richert    | Harry "Mac" Bono           | Varga Tamás            |
| Anthony Edwards    | Clint Von Hooser           | Galambos Péter         |
| Micole Mercurio    | Love mama                  | Pásztor Erzsi          |
| Kimberly Scott     | Guard Doreen               | Némedi Mari            |
| Ossie Davis        | Harry Roosevelt bíró       | Csikos Gábor           |
| William H. Macy    | Dr. Greenway               | Pogány György          |
| William Sanderson  | Wally Boxx FBI-ügynök      | Pálfai Péter           |
| Walter Olkewicz    | Jerome "Romey" Clifford    | Barbinek Péter         |
| Will Patton        | Hardy őrmester             | Czvetkó Sándor         |
| Dan Castellaneta   | "Slick" Moeller            | Sinkovits-Vitay András |

## Fordítás
- Ez a szócikk részben vagy egészben  a   The Client (1994 film) című angol Wikipédia-szócikk fordításán alapul.  Az eredeti cikk szerkesztőit annak laptörténete sorolja fel. Ez a jelzés csupán a megfogalmazás eredetét és a szerzői jogokat jelzi, nem szolgál a cikkben szereplő információk forrásmegjelöléseként.